# Alexander's Ragtime Band (brano musicale)
Alexander's Ragtime Band è un brano musicale scritto nel 1911 da Irving Berlin.  Il brano fu eseguito per la prima volta da Emma Carus ed inciso per la prima volta da Collins & Harlan con la loro orchestra.
Si tratta di uno degli standard musicali di maggiore successo ed è spesso considerato la prima brano hit di Irving Berlin.

## Storia
Irving Berlin scrisse un brano ragtime nel 1910 assieme al suo capo Ted Snyder, ma il brano non lo convinse e Berlin lo riscrisse nel 1911.
Il brano fu eseguito per la prima volta il 18 marzo (o 17 aprile) 1911 da Emma Carus in uno spettacolo di vaudeville.
Nel primo anno di pubblicazione, furono venduti milioni di spartiti del brano in tutto il mondo. Nel 1913, ne furono vendute mezzo milione in Inghilterra.
Nel 1912, il brano venne eseguito anche dall'orchestra dell'RMS Titanic.

## Testo e musica

### Musica
A dispetto del titolo, non si tratta propriamente di un brano ragtime,  ma piuttosto di una marcia.

## Versioni (lista parziale)
Oltre che da Emma Carus e da Collins & Harlan, il brano fu inciso o eseguito pubblicamente dai seguenti artisti (in ordine alfabetico):
- Al Bano e Romina Power
- Peter Alexander (1976)
- The Andrews Sisters (1951)
- The Anita Kerr Sisters
- Louis Armstrong (1937)
- Chet Atkins (versione strumentale, 1963)
- Kenny Ball e i suoi Jazzmen (1962)
- The Beatles
- The Boswell Sisters (1935)
- Henry Busse e la sua orchestra (versione strumentale, 1936)
- Charlie Byrd (versione strumentale, 1963)
- David Campbell (1996)
- Ray Charles (1959)
- Ray Conniff & Billy Butterfield (versione strumentale, 1963)
- Kim Cordell & The Bow Bells (1967)
- Billy Cotton, Kathy Kay e Alan Breeze (1963)
- Bing Crosby e Al Jolson (1947)
- John Eaton (1996)
- Doc Evans e la sua band (1957)
- Harry Fay (1911)
- Alice Faye (1978)
- Ella Fitzgerald (1958)
- Wynder K. Frog (1978)
- Bobby Henderson (versione strumentale, 1958)
- Jørgen Ingmann (versione strumentale, 1954)
- Burl Ives (1961)
- Brooks Kerr (1981)
- Sam Levine (versione strumentale, 1996)
- Monia Litter (versione strumentale, 1934)
- Julie London (1967)
- Jürgen Marcus (1975)
- Ethel Merman (1979)
- Andrea Mingardi (2007)
- Turk Murphy (1962)
- Billy Murray (1911)
- Eva Olmerová & The Traditional Jazz (1973)
- Ray Price & The Port Jackson Jazz Band (1961)
- Irene Reed con County Basie e la sua orchestra (1962)
- Joe Sealy & Friends (1981)
- The Star Sisters (1984)
- Svend Asmussens Kvintet (1945)
- The Three Peppers (1937)
- Sarah Vaughan e Billy Eckstine con l'orchestra di Hal Mooney (1958)
- Victor Military Band (versione strumentale, 1912)

## Il brano nella cultura di massa
- Nel 1938, il brano ispirò il film omonimo (in italiano: La grande strada bianca) della 20th Century Fox, premiato con 6 Oscar[4]